# Abeytas
Abeytas è un census-designated place (CDP) degli Stati Uniti d'America della contea di Socorro nello Stato del Nuovo Messico. La popolazione era di 56 abitanti al censimento del 2010.

## Geografia fisica
Secondo lo United States Census Bureau, il CDP ha una superficie totale di 3,19 km², dei quali 3,19 km² di territorio e 0 km² di acque interne (0% del totale).

## Società

### Evoluzione demografica
Secondo il censimento del 2010, la popolazione era di 56 abitanti.

### Etnie e minoranze straniere
Secondo il censimento del 2010, la composizione etnica del CDP era formata dall'82,14% di bianchi, lo 0% di afroamericani, lo 0% di nativi americani, lo 0% di asiatici, lo 0% di oceanici, il 16,07% di altre razze, e l'1,79% di due o più etnie. Ispanici o latinos di qualunque razza erano il 58,93% della popolazione.